# Ctenochaetus flavicauda
Ctenochaetus flavicauda är en fiskart som beskrevs av Fowler, 1938. Ctenochaetus flavicauda ingår i släktet Ctenochaetus och familjen Acanthuridae. IUCN kategoriserar arten globalt som livskraftig. Inga underarter finns listade i Catalogue of Life.